# Cnaeus Cornelius Cossus (tribun consulaire en -406)
Pour les articles homonymes, voir Cnaeus Cornelius Cossus.
Cnaeus Cornelius Cossus est un homme politique de la République romaine, tribun militaire à pouvoir consulaire en 406 et 404 av. J.-C.

## Famille
Il est membre des Cornelii Cossi, branche patricienne de la gens Cornelia. Il est le fils de Publius Cornelius Cossus, tribun militaire à pouvoir consulaire en 415 av. J.-C., et le petit-fils d'un Aulus Cornelius. Son nom complet est Cnaeus Cornelius P.f. A.n. Cossus.

## Biographie

### Premier tribunat consulaire (406)
Cnaeus Cornelius est élu tribun consulaire en 406 av. J.-C. avec trois autres patriciens pour collègues dont un parent, Publius Cornelius Rutilus Cossus.
Alors que Cnaeus Cornelius reste à Rome, les trois autres tribuns consulaires poursuivent la guerre contre les Volsques et se répartissent sur plusieurs fronts. Publius Cornelius se dirige vers Ecetrae tandis que Numerius Fabius prend Anxur et que Lucius Valerius lance une attaque sur Antium. C'est durant leur mandat qu'est introduite pour la première fois la paye pour les soldats,.

### Deuxième tribunat consulaire (404)
En 404 av. J.-C., il est tribun militaire à pouvoir consulaire une deuxième fois, avec cinq autres collègues. Le siège de Véies, mit en place l'année précédente, se poursuit mais sans une partie des tribuns qui doivent mener une campagne contre les Volsques. L'affrontement a lieu entre Ferentinum et Ecetra et tourne en faveur des Romains qui assiègent Artena. Les Volsques retranchés dans la ville tentent une sortie mais les Romains les repoussent et parviennent à prendre le contrôle d'une partie de la ville, seule la citadelle demeurant aux mains des Volsques. Selon la tradition, la trahison d'un esclave permet aux Romains de prendre possession de la citadelle. Après avoir ordonné la destruction de la ville d'Artena, les tribuns retournent renforcer les troupes qui assiègent Véies.

### Troisième tribunat consulaire (401)
En 401 av. J.-C., il est tribun militaire à pouvoir consulaire pour la troisième fois avec cinq collègues, tous patriciens. Les tribuns se répartissent sur les différents fronts, les Romains ayant à combattre Véies, Capène et Faléries, ainsi que les Volsques auxquels ils veulent reprendre Anxur. Deux des tribuns de la plèbe de cette année-là sont cooptés, en contradiction avec la Lex Trebonia de 448 av. J.-C. Trois autres tribuns de la plèbe, Publius Curatius, Marcus Metilius et Marcus Minucius, parviennent à faire reconnaître la responsabilité de Lucius Verginius et Manius Sergius, deux tribuns consulaires de l'année précédente, dans les défaites subies face aux Véiens et aux Falisques,.
Les tribuns consulaires Manius Aemilius Mamercinus et Kaeso Fabius Ambustus, qui commandent sur le front de Véies, parviennent à reprendre d'anciennes positions qui sont fortifiées et occupées par des garnisons. Marcus Furius Camillus mène le combat contre les Falisques et Cnaeus Cornelius contre les Capénates. Ils ne rencontrent aucune résistance durant leur campagne et en profitent pour amasser du butin et pratiquer une stratégie de la terre brûlée, évitant les villes dans lesquelles se concentrent les forces ennemies. Pendant ce temps, Lucius Valerius Potitus attaque les Volsques à Anxur mais ne parvient pas à s'emparer de la ville.

### Ambassadeur à Delphes (398)
En 398 av. J.-C., la plupart des tribuns consulaires sont appelés à relever les commandants du siège infructueux de Véies, sans parvenir à y mettre eux-mêmes un terme. Une ambassade est envoyée à Delphes, dont fait peut-être partie Cnaeus Cornelius, pour consulter l'oracle concernant une brusque montée des eaux inexpliquée d'un lac près d'Albe la Longue. Ce phénomène est considéré comme un prodige par les Romains, un présage religieux (omen) qui pourrait être lié à l'issue de la guerre contre Véies. À son retour en 397 av. J.-C., l'ambassade rapporte l'oracle qui conditionne la prise de la ville par les Romains à la baisse du niveau de l'eau. Selon la tradition, les travaux de drainage s'achèvent en 396 av. J.-C., année de l'assaut final de Camille sur Véies.